# Valeri Polianski
Valeri Kouzmitch Polianski (en russe : Валерий Кузьмич Полянский ; né le 19 avril 1949 à Moscou) est un chef d'orchestre et un chef de chœur russe.

## Biographie
Il dirige l'Orchestre symphonique Capella de l'État de Russie depuis 1992, succédant à Guennadi Rojdestvenski.